# Torrontés Sanjuanino
Torrontés Sanjuanino ist eine Weißweinsorte, die in den Staaten Argentinien, Chile und Peru verbreitet ist.
Eine im Jahr 2003 veröffentlichte Studie der Institute Department of Viticulture and Enology, University of California, Davis und Facultad de Ciencias Agrarias, Universidad Nacional de Cuyo, Mendoza, Argentina legt den Schluss nahe, das Torrontés Sanjuanino eine natürliche Kreuzung der Rebsorten Criolla Chica x Muscat d’Alexandrie ist. Gleiches gilt im Übrigen für die Sorten Torrontés Riojano und Moscatel Amarillo. Torrontés Mendocino entstand aus einer Kreuzung von Muscat d’Alexandrie mit einer bislang unbekannten Sorte. Es bestehen jedoch auch Vermutungen, dass sie mit der spanischen Torrontés verwandt ist; eine Bestätigung steht jedoch noch aus.  Allein in Argentinien betrug die bestockte Rebfläche im Jahr 1999 ca. 4.850 Hektar.
Die Torrontés Sanjuanino erbringt säurebetonte Weine mit einem aromatischen Geschmack – dem Muskateller ähnlich.
Aus Torrontés Riojano und Torrontés Sanjuanino  (lokal Moscatel de Austria genannt) wird in Chile der Branntwein Pisco gebrannt. Es wird auch in Brasilien Rebsorte mit dem Namen Torrontés und auch Turrundos angebaut. Ob sie mit den anderen Rebsorten verwandt ist, ist unbekannt.
Siehe auch die Artikel Weinbau in Argentinien und Weinbau in Chile sowie die Liste von Rebsorten.
Abstammung: Criolla Chica x Muscat d’Alexandrie

## Synonyme
Die Rebsorte Torrontés Sanjuanino ist auch unter den Namen Moscatel de Austria, Moscatel Romano, Moscatel Sanjuanino und Torrontel bekannt.